# Eero Selin
Eero Selin, född 11 juli 1893 i Vasa, död 12 november 1960 i Helsingfors, var en finländsk violinist. Han var bror till Yrjö Selin.
Selin verkade 1923–1940 som lärare vid Viborgs musikinstitut och 1929–1940 dessutom som konsertmästare i Viborgs musikvänners orkester. Han flyttade därefter till Helsingfors och var i många år ledare för Munksnäs orkester och orkesterskola. Han blev även känd för sitt spel på "tidiga" instrument, bland annat viola d'amore, och som tillverkare av sådana, bland annat klavikord och cembalo. Hans blev director musices 1953.